# Bolshecapnia
Bolshecapnia is een geslacht van steenvliegen uit de familie Capniidae. De wetenschappelijke naam van het geslacht is voor het eerst geldig gepubliceerd in 1965 door Ricker.

## Soorten
Bolshecapnia omvat de volgende soorten:
- Bolshecapnia gregsoni (Ricker, 1965)
- Bolshecapnia maculata (Jewett, 1954)
- Bolshecapnia milami (Nebeker & Gaufin, 1967)
- Bolshecapnia missiona Baumann & Potter, 2007
- Bolshecapnia rogozera (Ricker, 1965)
- Bolshecapnia sasquatchi (Ricker, 1965)
- Bolshecapnia spenceri (Ricker, 1965)